# 6261 Chione
6261 Chione este o planetă minoră (asteroid) din Mars-crossing asteroid[*]. A fost descoperită pe 30 noiembrie 1976 la Observatorul La Silla de Hans-Emil Schuster⁠(d). 
Obiectul prezintă o orbită caracterizată de o semiaxă mare de 2,3547675 UAi, o excentricitate de 0,35, o înclinație de 21,8515 ° în raport cu ecliptica.